# Frank Heine (Grafiker)
Frank Heine (* 1964; † 1. Oktober 2003) war ein deutscher Grafiker und Schriftgestalter. Das Studium an der Staatlichen Akademie der Bildenden Künste Stuttgart schloss er 1992 als Diplomdesigner ab. Seit 1991 entwarf er neue Schriften, die von verschiedenen Unternehmen, darunter Emigre, FontShop International und T-26, weltweit vertrieben werden. Zusammen mit Lutz Eberle gründete er 1994 sein eigenes Unternehmen, U.O.R.G. in Stuttgart, das sich auf Corporate Identity Design für Unternehmen, Plakate und Broschüren für Ausstellungen und Museen spezialisierte.
Als Schriftgestalter experimentierte Heine mit einer Vielfalt von Stilrichtungen. Zu seinen bekannten Entwürfen zählen die im verspielten Stil der 1960er Jahre gehaltene Remedy, Amplifier und die von der Handschrift einer Schlachtkarte aus dem 19. Jahrhundert inspirierte Dalliance. Für die Tribute, eine Renaissance Antiqua, greift Heine auf Typen des französischen Schriftschneiders François Guyot aus den Jahren 1544 bis 1557 zurück. 
So unterschiedlich Heines Schriften sind, zeichnen sie sich alle durch eine Liebe zu Detail und Qualität aus. Zu allen Schriften lieferte er ausführliche Kerning-Tabellen, Ligaturen und alternative Zeichen mit.
Heines Werke wurden in zahlreichen renommierten Fachmagazinen, unter anderem novum, Emigre magazine, Page, IDEA magazine, Graphis Digital Fonts 1, emotional_digital, Typography 17 und 20 veröffentlicht.

## Schriften
- Type &c., Gmeiner Verlag 2003, ISBN 3-89977-300-4